# Cecylia Lutwak-Mann
Cecylia Lutwak-Mann (ur. 12 lipca 1909, zm. w marcu 1987) – była polsko-brytyjską endokrynolożką i fizjolożką, specjalistką w zakresie biochemii rozrodu. Pracowała na Uniwersytecie Lwowskim oraz Uniwersytecie w Cambridge, a także pełniła funkcję dyrektora naukowego Rady Badań Rolniczych Wielkiej Brytanii. 

## Kariera
Kształciła się na Uniwersytecie Lwowskim, gdzie uzyskała doktorat, pisząc pracę pt. Przemiany chemiczne w mięśniu pod wpływem zatrucia kwasem jodooctowym.  Prowadziła studia nad cyklem menstruacyjnym, oddychaniem komórkowym i embriologią oraz pełniła funkcję dyrektora naukowego Rady Badań Rolniczych Wielkiej Brytanii.
We Lwowie pracowała pod kierunkiem prof. Jakuba Parnasa. Tam też zajmowała się pracami nad przemianami chemicznymi w mięśniach zatrutych, stanami chemicznymi mięśni zmęczonych oraz pochodzeniem amoniaku w mięśniach.
W zespole prof. Parnasa (Parnas, Ostern, Mann, Lutwak-Mann i Lewiński) wykazano, że regeneracja ATP może zachodzić kosztem energii powstającej w glikolizie. Odkrycia te opublikowane zostały w 1934 r. w dwóch artykułach w czasopiśmie Nature, zaś rok wcześniej prezentowane były na IV Kongresie Biochemii w Paryżu. Potem, w badaniach skoncentrowanych na przemianie glikogenu i glukozy Lutwak-Mann, T. Mann, K. Gibayło i B. Umschleif prowadzili studia porównawcze fermentacji alkoholowej drożdży i glikolizy mięśni.
Już po wyjeździe do Wielkiej Brytanii w 1935 r. wraz z mężem, Tadeuszem Mannem, napisała kilka rozdziałów do podręcznika Chemia fizjologiczna, który ukazał się w 1937 r.
W latach 60. wraz z mężem zaprezentowali po raz pierwszy dwie metody mikrospektrofotometrycznej analizy zawartości DNA w plemnikach przy wykorzystaniu zjawiska absorbcji światła UV. Metody te pozwalały na badanie niepłodności u samców. Przyczyniły się także do rozwinięcia analityki chromatyny plemnikowej.
Lutwak-Mann odkryła, że progesteron działa na łożysko aby kontrolować syntezę anhydrazy węglanowej. Była współautorką książki na temat męskich funkcji rozrodczych i nasienia (Male Reproductive Function and Semen: Themes and Trends in Physiology, Biochemistry and Investigative Andrology, 1981 - „Męska funkcja rozrodcza i nasienie: motywy i trendy w fizjologii, biochemii i andrologii śledczej”), napisanej wraz z Tadeuszem Mannem.
Była autorką lub współautorką artykułów naukowych, jak również udzielała gościnnych wykładów na innych uczelniach.

## Życie prywatne
Cecylia Lutwak poznała Tadeusza Manna we wrześniu 1926, podczas zapisów na studia na wydziale medycznym Uniwersytetu Lwowskiego w 1927 r. Ślub wzięli w 1934 r. W grudniu 1935 wraz z mężem przeprowadziła się do Wielkiej Brytanii, aby kontynuować badania w Cambridge, gdzie jej mąż uzyskał stypendium Rockerfellera. Jako Żydówka uniknęła tym samym losu swoich rodziców, Anselma i Sabiny, zamordowanych przez Gestapo w czasie II wojny światowej.
We wspomnieniach zarówno rodziny, jak i współpracowników Cecylii i Tadeusza, byli oni pełnym wzajemnego szacunku, kochającym się i wspierającym małżeństwem. Według słów Wojciecha Manna – bratanka Tadeusza – Cecylia Lutwak-Mann co prawda pozostawała w cieniu męża, niemniej pracowała jako niezależny pracownik naukowy z własnymi przedsięwzięciami i osiągnięciami. 
Zmarła w 1987 roku.  